# Jaisalmeri (dromadaire)
Le Jaisalmeri est une race de dromadaire domestique originaire du district de Jaisalmer en Inde. C'est la deuxième race de dromadaire officiellement reconnue par le gouvernement indien après le Bikaneri.

## Origine et distribution
Originaire du district de Jaisalmer dont elle tire son nom, la race se développe à partir du troupeau maintenu par le Maharajah de Jaisalmer. On le trouve également dans le district de Barmer et une partie de celui de Jodhpur. C'est la race prédominante dans ces trois zones. Elle représente 78 % de la population de dromadaires dans le désert du Thar indien.
Elle est officiellement reconnue comme race par le gouvernement indien au début des années 2000, juste après le Bikaneri.

## Description
Le Jaisalmeri a un pelage brun clair, aux poils courts. Les animaux font en moyenne 199 cm au garrot mais le mâle peut atteindre les 209 cm et la femelle tourne autour de 192 cm. Le chamelon pèse 37 kg à la naissance ; adulte, le mâle pèse en moyenne 593 kg et la femelle 519 kg,. Une chamelle est mature à 4,5 ans et la gestation dure 13 mois. Le mâle peut être utilisé comme reproducteur à partir de ses 6 ans.

## Utilisations
La race est parfaitement adaptée aux dunes de sable et à la végétation rare du désert du Thar.
Plus haut, fin, léger et au caractère plus vif que le Bikaneri, ce dromadaire est avant tout utilisé comme animal de selle pour se déplacer. Il est également plus endurant sur de longues distances.
Avec le développement du tourisme dans la région de Jaisalmer, les safaris et promenades à dos de dromadaires se développent et sont devenus une des attractions phares pour découvrir le désert proche. Le Jaisalmeri est la race privilégiée pour cette activité.
Le Festival du désert de Jaisalmer a lieu tous les ans au mois de février, sur trois à quatre jours. Le dromadaire a une place importante dans le folklore du Rajasthan et parmi les nombreuses activités, on peut observer des matchs de polo et des courses de dromadaires,. Un dicton local dit : « Celui qui n'a pas de pangal à monter, il lui est inutile de vivre dans ce monde ».
Comparé à d'autres races, la production de lait de chamelle chez le Jaisalmeri est faible.

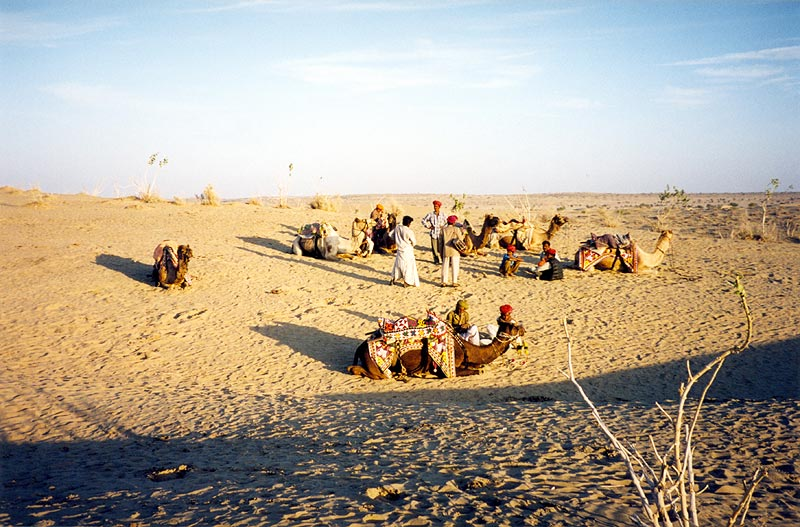
Dromadaires prêts pour une promenade dans le désert du Thar, près de Jaisalmer.
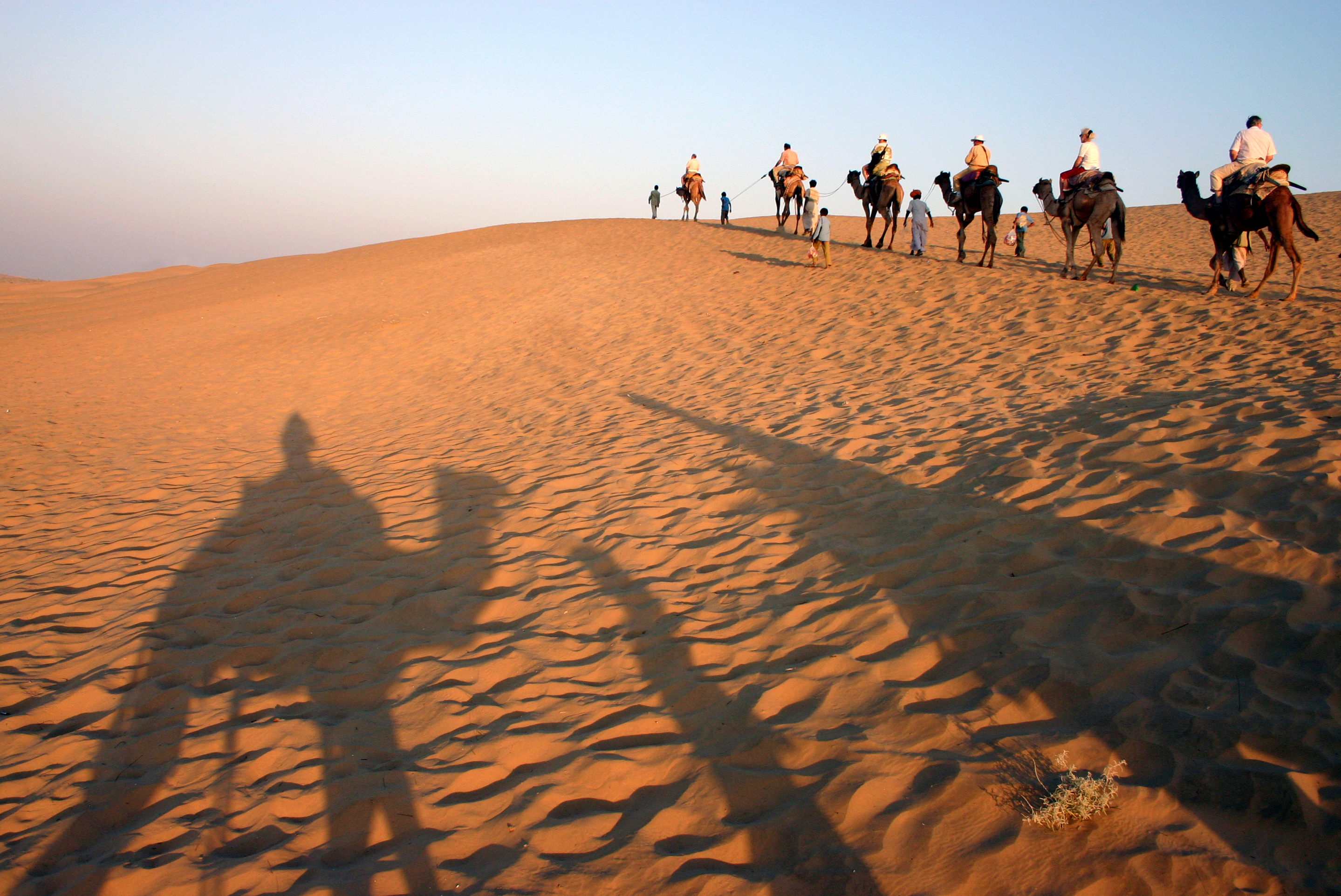
Promenade dans le désert du Thar, près de Jaisalmer.

## État de la population
L'étude de Mehta & al. annonce une chute de 31 % de la population de Jaisalmeri sur 5 ans (1997-2003). La population de la race est tout de même estimée à 118 000 têtes en 2007 et la FAO la classe au statut « non menacé » cette même année. En 2013, la population avoisine les 109 000 têtes. Mais au début du 21e siècle, la chute du prix des animaux, de faibles ventes aux foires aux bestiaux et l’abattage d'un nombre important d'entre eux pour leur viande (toutes races confondues) font craindre un déclin important de la population de camélidés au Rajasthan.
En 2007, il était estimé que 7 % des animaux présents dans les troupeaux de Jaisalmeri étaient issus de croisements avec des Bikaneri.